# Donje Selo (gmina Danilovgrad)
Donje Selo (cyr. Доње Село) – wieś w Czarnogórze, w gminie Danilovgrad. W 2011 roku liczyła 400 mieszkańców.